# Personaggi di Kirby
Questa lista comprende i personaggi della serie di videogiochi di Kirby.

## Personaggi principali

### Kirby
Kirby (カービィ?, Kābī) è l'eroe della serie. Kirby è una piccola creatura sferica residente a Dream Land (プププランド?, Pupupu Land) nel pianeta Pop Star.
Nella prima puntata dell'anime arriva a Dream Land, poiché la sua astronave rintraccia un mostro di Enemy nei pressi di Zeetown. Nel corso della serie sconfigge i mostri che King Dedede manda per sconfiggerlo, imparando ogni volta nuove trasformazioni. Sempre nell'anime, fa parte dei guerrieri stellari. È doppiato in giapponese da Makiko Ohmoto.

### King Dedede
King Dedede (デデデ大王?, Dedede daiō) è un grosso pinguino blu che si è autoproclamato Re di Dream Land. Vecchio nemico di Kirby, ora è suo rivale ed amico.
Nell'anime si rivela essere goloso, egoista, avaro e tiranno, cerca in tutti modi di annientare Kirby, attraverso i mostri mandatigli da Frontman, per conto di Enemy; in un episodio si scopre che è analfabeta. È doppiato in giapponese da Ken'ichi Ogata e in italiano da Riccardo Rovatti.

### Meta Knight
Meta Knight (メタナイト?, Meta Naito) è una creatura quasi sferica residente a Dream Land nel pianeta Pop Star.
Nell'anime è un cavaliere mascherato che iniziò a lavorare per King Dedede quando scoprì che ordinava dei mostri. Faceva parte di un potente esercito, i guerrieri stellari, che combattevano contro i mostri mandati da Enemy in tutto l'universo; persero la guerra, e rimase uno tra i pochi guerrieri ancora in vita. Aiuta Kirby a sconfiggere i mostri. È doppiato in giapponese da Atsushi Kisaichi e in italiano da Marco Balzarotti.

### Bandana Waddle Dee
Bandana Waddle Dee (バンダナワドルディ?, Bandana Wadoru Di), talvolta chiamato più semplicemente Waddle Dee (ワドルディ?, Wadoru Di) o Bandana Dee è un Waddle Dee aiutante. In Kirby's Adventure Wii, Kirby Battle Royale, Kirby Star Allies e Kirby e la terra perduta - Wikipedia fa da spalla a Kirby, mentre in Kirby: Triple Deluxe e Kirby: Planet Robobot lo aiuta dando cibo. È il servo più fedele di King Dedede, nonostante nei giochi più recenti ha anche combattuto contro il sovrano

### Waddle Dee
I Waddle Dee (ワドルディ?, Wadoru Dī) sono nemici ricorrenti. Sono apparsi per la prima volta nel primo titolo della saga Kirby's Dream Land e talvolta appaiono come personaggi giocabili. Parte di loro sono affiliati a King Dedede, ma altri si schierano con Kirby. Il nome deriva dalla loro "andatura a papera", chiamata in inglese "waddle". Sono molto simili a Kirby, ma il loro colore tende all'arancione. Per delimitare il viso hanno una macchia arancione-chiaro sul volto e non hanno una bocca (anche se riescono a mangiare come si vede nella serie animata).

### Waddle Doo
I Waddle Doo (ワドルドゥ?, Wadoru Du), chiamati Pallocchio in Kirby: Incubo nella Terra dei Sogni, sono nemici ricorrenti nel corso della serie. Sono interamente identici ai Waddle Dee in tutto, tranne che per la faccia, che è sostituita da un enorme occhio blu con due ciglia. Nell'anime ne compare esclusivamente un esemplare che ha il ruolo di comandante dell'esercito dei Waddle Dee al servizio di King Dedede. Quest'ultimo compie un cameo nel gioco Kirby Mass Attack in uno degli attacchi di King Dedede assieme ad alcuni Waddle Dee nel minigioco Kirby Quest. Il comandante è doppiato in giapponese da Yūko Mizutani e Chiro Kanzaki (solo nell'episodio 6) e in italiano da Paolo De Santis. Waddle doo (nei giochi della serie di Kirby in cui è presente) attacca con un raggio di energia 

## Antagonisti principali

### Nightmare
Nightmare (ナイトメア?, Naitomea), talvolta noto come Enemy, EnEmE o Nightmare Wizard nell'anime e Mago Incubo in Super Smash Bros. for Nintendo 3DS e Wii U, è il principale antagonista dell'anime e boss finale di tre videogiochi. Il suo obiettivo è quello di diffondere incubi e influenzare tutta la galassia per sottometterla al suo volere, sfrutta il suo astuto ingegno per portare a termine la sua impresa. Fa il suo debutto in Kirby's Adventure dove è il responsabile della corruzione della fontana dei sogni, nel tentativo di diffondere gli incubi in tutta Dream Land. King Dedede cerca di impedire che Nightmare riesca a compiere la sua missione rompendo lo Star Rod, ma Kirby finisce per evocare involontariamente Nightmare quando restituisce l'oggetto alla fontana contaminata, così l'eroe ingaggia una battaglia contro il malvagio prima che i suoi piani malvagi diventino realtà.
Nell'anime è il proprietario della Nightmare Enterprises, che insieme a Frontman, in cui trova molta fiducia, viene mostrato completamente nell'episodio 99. È uno spirito vestito di nero con denti aguzzi, è molto potente e mette in difficoltà Kirby e Tiff sulla stella Warp. Viene sconfitto definitivamente alla fine dell'anime da Kirby, tra l'altro sua creazione che non riusciva a controllare (collegamento esclusivo dell'anime), nell'episodio 100. È doppiato in giapponese da Banjō Ginga e in italiano da Marco Pagani.

### Dark Matter
Dark Matter (ダークマター?, Dāku Matā) è l'antagonista principale di Kirby's Dream Land 2. In questo gioco prende il controllo di King Dedede per portare caos a Dream Land. Può essere affrontato dal giocatore come boss finale esclusivamente nel finale buono del gioco, nel caso in contrario la storia si conclude con la sconfitta di King Dedede, lasciando Dark Matter libero. In Kirby's Dream Land 3 viene rivelato che quella dei Dark Matter è una numerosa razza, dove ogni membro di questa è sotto i diretti ordini del loro terrificante generale: Zero, che viene abbattuto nel finale buono del gioco stesso. I Dark Matter dopo allora sono diventati probabilmente fra i più numerosi antagonisti principali della serie, contando oltre al primo Dark Matter e Zero: Miracle Matter (ミラクルマター?, Mirakuru Matā), Dark Mind (ダークマインド?, Dāku Maindo), Dark Nebula (ダークゼロ?, Dāku Zero, Dark Zero nell'edizione giapponese), Dark Crafter (ダーククラフター?, Dāku Kurafutā) e Void Termina (エンデ・ニル?, Ende Niru, Ende Nil nell'edizione giapponese). Oltre a questi si aggiunge Gooey (グーイ?, Gūi), un alleato di Kirby creato dal primo Dark Matter, un ritorno di quest'ultimo sotto forma di clone in Kirby: Planet Robobot e un ritorno come antagonista di Zero in Kirby 64: The Crystal Shards sotto forma dell'ancor più terrificante ZeroTwo, al momento considerato il più potente personaggio della serie dopo Kirby. Vi sono anche molti personaggi che non sono direttamente dei Dark Matter ma sono strettamente legati a questi, come Magolor, manipolato da Void Termina per tutto l'arco narrativo di Kirby's Adventure Wii, rendendolo il diabolico antagonista che in realtà non è. Il primo Dark Matter appare all'inizio come un bizzarro spadaccino, con quelli che sembrano folti capelli neri, un visore metallico ed un mantello che copre la maggior parte del suo corpo che si può solo intravedere. Una volta battuto tuttavia spada, mantello e visore cadono, i "capelli" si ritirano, rivelando un corpo sferico totalmente nero da cui crescono svariate protuberanze giallo-arancioni, infine si apre un occhio al centro, questo è il generico aspetto dei Dark Matter che vediamo anche fra le file dell'armata di Zero e poi di ZeroTwo. Tutti i Dark Matter possono prendere il controllo del corpo di un qualunque essere vivente potendone anche alterare l'aspetto fisico (vi sono leggere differenze con Dark Mind, che controlla direttamente la mente dell'essere in questione senza poterlo alterare fisicamente e con Void Termina, che controlla sia corpo che mente dell'essere in questione). La maggior parte è in grado di lanciare raggi di energia oscura simili a fulmini, escludendo solo Zero e ZeroTwo, che attaccano per lo più lanciando gocce del loro stesso sangue, e Dark Crafter, che utilizza attacchi del tutto diversi e mai ricorre ai cosiddetti "dark laser". In certi casi i Dark Matter posseggono anche almeno una forma nella quale nascondono il loro vero aspetto, come il primo Dark Matter, Dark Mind e Void Termina.

### Zero
Zero (ゼロ?) è il principale antagonista di Kirby's Dream Land 3. È il temibile generale dei Dark Matter, forte delle informazioni dategli da quello che molti pensano fosse il suo ambasciatore o messaggero, il Dark Matter affrontato al termine di Kirby's Dream Land 2, è quindi intenzionato a portare devastazione in questo luogo e in tutto il Pianeta Pop. Zero porta con sé un contingente di Dark Matter e ne manda alcuni in avanscoperta per avviarsi alla distruzione totale di Dream Land; nota però che un fastidioso indigeno rosa sta eliminando uno ad uno ognuno dei suoi adepti, per cui (solo nel finale buono) Zero stesso fronteggia il piccolo Guerriero Stellare, convinto di distruggerlo in men che non si dica, tuttavia, è Kirby ad avere la meglio, distruggendo del tutto il terribile mostro e debellando la sua minaccia finché non tornerà in Kirby 64: The Crystal Shards come ZeroTwo, più forte, terrificante ed agguerrito di prima. Zero appare come un'immensa sfera bianca con un piccolo occhio dotato di una sclera color rosso sangue ed una pupilla nera. Quando viene sconfitto, quest'occhio rosso può separarsi dal resto del corpo di Zero e continuare ad attaccare. Zero possiede abilità analoghe a quelle di un comune Dark Matter, tuttavia è privo di dark laser (attacco più iconico della razza) e di una forma nella quale nascondere il suo vero aspetto come fa ad esempio Dark Mind, d'altro canto le abilità comuni che possiede sono di gran lunga amplificate, è provvisto di un attacco consistente in sfere di energia rossa, comune solo alla sua forma alternativa ZeroTwo ed infine è l'unico in grado di creare altri Dark Matter minori, attacco usato anche nella sua battaglia boss dove ne scaglierà diversi contro Kirby e Gooey. È il Dark Matter più forte in assoluto, superato solo da sé stesso al suo ritorno come ZeroTwo.

### Magolor
Magolor (マホロア?, Mahoroa) è l'antagonista di Kirby's Adventure Wii. Magolor si presenta inizialmente come un povero naufrago: la sua nave volante, l'Astrobarca Lor, si sfracella sul suolo di Pop, il pianeta di Kirby, e quest'ultimo, Meta Knight, King Dedede e Bandana Dee corrono a soccorrerlo, per poi offrirsi per ritrovare i pezzi dell'Astrobarca, sparsi per il pianeta, e le sfere di energia. Dopo aver riparato la Lor, Magolor porta Kirby e gli altri sul suo pianeta, Halcandra: lì vengono attaccati da un drago rosso a quattro teste di nome Landia. Dopo aver superato due mondi di gioco, Kirby lo sconfigge e prende la corona che una delle quattro teste di Landia aveva sul capo. In quel momento arriva Magolor e rivela chi è veramente e qual era il suo vero obiettivo: lui voleva ottenere quella corona, la Corona Suprema, per dominare l'universo. Aveva provato a sconfiggere Landia da solo, ma aveva perso, e allora aveva deciso di usare Kirby per ottenere il suo scopo. Dopodiché, Magolor si mette la Corona Suprema in testa, e diventa un gigante. Tuttavia Landia, diviso in quattro draghetti, decide di aiutare i quattro eroi, ed insieme sconfiggono l'Astrobarca Lor comandata da Magolor, Magolor, e Spettro Magolor (Magolor trasformato in mostro dalla Corona Suprema dopo essere stato sconfitto). Alla fine (anche se nel gioco non si nota) si pente e, in Kirby's Dream Collection: Special Edition costruisce un parco giochi per Kirby come scusa. Dopo Kirby Star Allies si pensa che, dopo aver indossato la corona, Magolor sia stato controllato da Void Termina, boss finale del suddetto gioco, che durante il suo scontro genera delle Corone Supreme nella prima e nella terza fase, suggerendo che sia lui il creatore della stessa Corona Suprema che indossa Magolor e che lo abbia quindi controllato da quando indossa l'ornamento, ciò spiegherebbe l'occhio nella bocca della fase Spettro Magolor, tratto caratteristico dei Dark Matter. Infatti nella quarta fase della battaglia finale contro Void Termina, il suo cuore è una sorta di Kirby/Dark Matter. Inoltre Magolor riappare anche nel terzo DLC di Kirby Star Allies come personaggio giocabile. Magolor è uno strano esserino: è marrone e basso, come del resto anche Kirby e gli altri, ha due occhi gialli, è sprovvisto di piedi (si sposta fluttuando) e porta un vestito bianco, blu e giallo ed una sciarpa che copre completamente la sua bocca. Dopo essere tornato dallo scontro finale, è possibile vedere il suo vero carattere: è dispettoso e leggermente egocentrico, ma è anche amichevole e cerca di aiutare quando è in arrivo una seria minaccia.
All'inizio di Kirby's Adventure Magolor ha la smania del potere e vorrebbe a tutti i costi dominare l'Universo: è disposto a tutto pur di riuscirci, anche fingersi buono ed ingannare Kirby per farlo lavorare al suo posto. Tuttavia questa brama gli si ritorce contro: quando indossa la corona, in realtà senziente o controllata da Void Termina, inizia a venirne controllato. Controllo che arriva all'apice con l'impossessamento della Corona. Magolor normalmente non ha nessuna abilità particolare, tranne per il fatto che può volare (anche che nella Magolor EX race di Kirby's Dream Collection, dimostrando che sa usare i suoi poteri anche nella sua forma normale). Dopo essersi messo la Corona Suprema, però, acquista dei poteri enormi, quali lanciare sfere energetiche, creare materia oscura, teletrasportarsi eccetera. Alcuni di questi poteri sono anche stati riadattati per il personaggio per il terzo DLC di Kirby Star Allies tra cui anche altri attacchi nuovi, come generare una Mega Spada, simile a quella usata da Kirby in Kirby's Adventure Wii, ed evocare l'Astrobarca Lor per scagliarla contro i nemici.

### Mark
Mark (マルク?, Maruku) è l'antagonista principale e boss finale dei giochi Kirby's Fun Pak e Kirby Super Star Ultra. È un abitante di Dreamland inizialmente amico di Kirby, che debutta nei giochi precedentemente nominati, nel sottogioco Saluti dalla Via Lattea, dove sarà lui a chiedere a Kirby di fermare la guerra tra il sole e la luna, rivelandogli la posizione dei frammenti stella, oggetti che si trovano nei pianeti del sistema solare. Una volta che Kirby recupererà ogni pezzo da tutti i pianeti, l'eroe rosa creerà il talismano necessario per evocare Nova Galattica, una cometa meccanica che esprime i desideri di chi la evoca, ma, proprio quando Kirby sta per chiedere a Nova Galattica di fermare la guerra tra il sole e la luna, Mark appare dal nulla, sconfigge Kirby e chiede a Nova Galattica il potere di dominare Pop Star. Tuttavia, Kirby si riprende e corre ad affrontare Mark, distruggendo Nova Galattica, cosa che renderà Mark furioso, e lo spingerà ad aggredire Kirby, venendo però sconfitto e precipitando nel nucleo di Nova Galattica, morendo e facendo esplodere la cometa. Mark ritorna nel remake Kirby Super Star Ultra con lo stesso ruolo del gioco originale. Tuttavia, in questo gioco, Mark non morirà nel finale di "Auguri dalla Via Lattea", venendo resuscitato da Nova Galattica, fondendosi con essa e divenendo una forma più potente di sé stesso, Anima di Mark (マルク ソウル?, Maruku Sōru), molto più potente e forte di prima, ma a costo della sua sanità mentale, divenendo infatti completamente pazzo e alleandosi con King Dedede (nella sua forma Masked Dedede), Wham Bam Jawel e Galacta Knight per sconfiggere Kirby. Dopo la resa dei suoi soci da parte dell'eroe rosa, sfiderà Kirby di persona, venendo sconfitto da Kirby lo stesso, nonostante usi tutto il suo potere al massimo senza risparmiarsi. Nonostante sia stato chiaramente distrutto in Kirby's Fun Pak e nel remake, Mark riappare in Kirby Mass Attack per sfidare nuovamente Kirby, guidato dal sentimento di vendetta verso l'eroe rosa per averlo sconfitto in precedenza, ma perde di nuovo. Mark, sopravvive comunque anche allo scontro con Kirby in Kiby Mass Attack, e fa ritorno in Kirby Star Allies, ma non come nemico, bensì come suo alleato per sconfiggere il culto di Jambastion nel DLC, insieme a Magolor, Susie Haltmann, Taranza, Dark Meta Knight, Daroach e le Tre Sorelle Maghe, quest'ultime pentite di aver aiutato Hyness nel suo piano per evocare Void Termina. Stringerà un forte legame di amicizia con Magolor, Susie e Taranza nel suddetto DLC. Secondo il manuale di gioco di Kirby Star Allies, Mark potrebbe ancora star tramando qualcosa, ma si allea con Kirby e i suoi amici per sconfiggere il culto di Jambastion per la seconda volta. Ha l'aspetto di un giullare dal corpo roseo e sferico, con grandi occhi dalle iridi nere e a palla e guance rosa. Indossa un papillon rosso, scarpe marroni con lacci gialli, e un capello da giullare rosso e blu, con triangoli sul lato rosso e cerchi su quello blu e pon pon bianchi sulla sommità. Quando ottiene il potere divino, assume un'espressione psicopatica sul volto, i suoi denti diventano affilati e simili a zanne da pipistrello e gli spuntano delle ali scheletriche dorate da pipistrello con esagoni colorati che formano la membrana utilizzata per volare, protuberanze a forma di cuore alla fine delle ali, infine appaiono dei cuori stilizzati sulle "dita" delle ali lunghi artigli. Nella forma Anima di Mark la struttura delle ali diventa viola, i cuori divengono blu, le appendici diventano simili a punte di freccia e i pon pon si deformano. Indossa inoltre scarpe a punta marroni e un papillon dorato dalla forma simile ad artigli con un rubino al centro.

### Queen Sectonia
Queen Sectonia (クィン・セクトニア?, Kuin Sekutonia) È l'antagonista principale di Kirby: Triple Deluxe, nonché la malvagia regina di Floralia.
Un tempo sovrana giusta e saggia di Floralia e amica intima di Taranza, divenne malvagia in quanto corrotta dall'influenza dello Specchio Dimensionale, regalatole da Taranza, che però non sapeva che lo specchio fosse in realtà il portale d'accesso al Mondo degli Specchi, luogo nel quale sono rinchiusi molti mostri e creature pericolose.
La prolungata esposizione allo specchio rese Sectonia pazza e ossessionata dalla sua bellezza, inducendola a comportarsi male verso i suoi sudditi, che, ad un certo punto, fecero cadere un frutto della pianta dei sogni su Dreamland, facendo germogliare un'enorme pianta dei sogni su Dreamland, in una disperata richiesta d'aiuto. Ciò avrebbe a "L'Eroe del Mondo Inferiore" (ossia Dreamland) di salire a Floralia e sbarazzarsi di Sectonia.
Quest'ultima, però, scoperti i loro piani, inviò Taranza, divenuto suo fedelissimo servitore, a rapire King Dedede, credendo che fosse lui l'Eroe del Mondo Inferiore, (titolo che in realtà spetta a Kirby) e portando il re a Floralia.
Kirby, allora, per salvare il suo vecchio rivale e aiutare i Floraliani, salì sulla pianta dei sogni, sconfiggendo gli scagnozzi della regina e attraversando tutti i regni di Floralia, arrivando infine al castello della perfida Regina Sectonia.
Dopo aver sconfitto Dedede mascherato, posseduto da Taranza, egli invoca l'aiuto di Sectonia, che però lo scaglierà lontano dal castello, definendolo "inutile", e, dopo aver spiegato i suoi piani di conquista di Dreamland a Kirby e a King Dedede, li attaccherà, venendo sconfitta e fondendosi con la pianta dei sogni per divenire più forte, ma venendo sconfitta nuovamente da Kirby, ma, approfittando di un momento di distrazione, lo attaccherà alla spalle con dei viticci. L'eroe verrà però salvato da King Dedede e da un redento Taranza, che gli lanceranno un frutto della pianta dei sogni, facendolo diventare Kirby Ipernova, permettendogli di assorbire un raggio laser della regina sparandolo poi contro Queen Sectonia, disintegrandola e ponendo fine alla sua minaccia su Floralia per sempre. Sectonia torna sotto forma di Queen Sectonia DX (クィン・セクトニアデラックス?, Kuin Sekutonia Derakkusu) in Dedede all'avventura e come Sectonia Bocciolo (セクトニア ソウル?, Sekutonia Sōru, Sectonia Soul in Giappone) nell'arena finale, finendo però sconfitta da Kirby e Dedede entrambe le volte, e distrutta per sempre da Kirby nell'arena finale. La regina fa un cameo in Kirby: Planet Robobot, visto che Sogno Stellare, per testare le capacità di Meta Knight nel sottogioco Meta Knightmere Returns, crea un clone meccanico nella regina, che verrà però sconfitto da Meta Knight, e in Kirby Star Allies compare come parte di un attacco di Taranza, che la evoca per spaventare i nemici e colpirli. È la leader e fondatrice del Sectonia Clan, formato da versioni insettomorfe di nemici apparsi in altri giochi di Kirby, come i Waddle Dee o i Bombospini (Gordo). Ha l'aspetto di una vespa umanoide con ali dorate, corpo blu filiforme, addome giallo a righe blu, pungiglione appuntito, testa gialla e blu con "ciglia-antenne" fucsia, occhi viola chiaro e scuro, ciglia rosa, colletto viola e rosa con parte interna bianca gonfia, simile ad un fiore, un disegno a forma di cuore sul petto, dei cuori stilizzati fluttuanti che formano le bracca, guanti bianchi, e corona dorata e blu con un cuore stilizzato disegnato sopra. Nella forma DX, la regina ha ali rosa, corpo viola filiforme, con l'addome a forma di rosa. Prima di venire corrotta, aveva un aspetto simile a quello di Taranza.
Presidente Haltman
Antagonista secondario comparso in Kirby Planet Robobot, presidente della Haltman Works Company che si trova all'interno del Mondo Access. Susie è la sua assistente, poi ha mostrato a Kirby l'Unità Madre che si chiama "Sogno Stellare", l'entità madre del Mondo Access, dopo che Kirby lo aveva sconfitto, ha voluto usare questa macchina per vendicarsi però Susie lo ferma, fino a quando Sogno Stellare si attiva da sola, inserendo l'anima del Presidente nel suo sistema.
Un tempo Haltman era benevolo, e aveva una figlia chiamata Susanna Patrya Haltman che la perse a causa di un esperimento andato male con l'Unità Madre, la figlia fu spedita in un'altra dimensione finché riuscì ad uscire con lo pseudonimo di Susie. Però quando tornò dal Mondo Access, il Presidente Haltman non l'ha riconosciuta che era sia figlia, il che significa che Sogno Stellare gli aveva rubato la Memoria

### Hyness
Antagonista secondario di Kirby Star Allies, è un sacerdote seguace di Void Termina. Appare inizialmente come una sottospecie di figuro incappucciato, con i bordi delle maniche dorati e un jambacuore viola disegnato sul cappuccio, anch'esso con i bordi dorati. La faccia è interamente coperta e si intravedono solo le sue due pupille gialle acceso. Nella sua forma "smascherata" si potrà vedere la sua vera faccia, ovvero quella di una sorta di camaleonte viola con un naso sproporzionatamente grande. Inoltre le sue orecchie ricordano molto quelle di Magolor.
Nella sua prima apparizione tenta di liberare Void Termina,  rinchiuso sotto forma di cuore in un sigillo incastonato da quattro lance. Tuttavia il cuore si rompe in tanti frammenti (fra cui anche quelli delle lance) che finiscono in giro per il cosmo. Alcuni di questi finiscono a DreamLand. Molti frammenti di Void influenzano King Dedede e Meta Knight, mentre un frammento delle lance colpisce Kirby, dandogli il potere di rendere i nemici suoi alleati. Dopo aver liberato Dedede e Meta Knight dall'influsso malefico e aver sconfitto le Tre Sorelle Maghe (sottoposti di Hyness giunti sul Pianeta Pop in cerca dei cuori oscuri), Kirby giunge a Jambandra, base del culto, fronteggiando Hyness, che dopo un discorso fatto ad una velocità mostruosa, attaccherà Kirby e i suoi alleati. A metà dello scontro però, cade il suo cappuccio. Ciò lo fa ammattire, spingendolo anche a trasformare le Tre Sorelle Maghe in fantocci inanimati. Ciò comunque non basterà a fermare Kirby che sconfiggerà Hyness e le Maghe incoscienti. In un ultimo atto di estrema follia, si sacrifica assieme alle tre fanciulle per dare nuova vita a Void. Durante lo scontro con il Distruttore di Mondi, Kirby finirà per liberare i generali e Hyness.
Hyness finisce poi per precipitare nell'Altra Dimensione, a seguito di incessanti preghiere. Si trasformerà in Hyness Corrotto, una versione oscura e più forte di sé stesso. Sarà sempre Kirby a sconfiggerlo, purificandolo assieme alle Tre Sorelle Maghe, giunte lì per trovare Lord Hyness e rimaste corrotte anch'esse.

### Fecto Elfilis
Antagonista principale di Kirby e la Terra Perduta, è una creatura simile ad un cincillà turchese, dalle grandi orecchie (che fungono da ali), con corna vagamente simili ad un'elica di DNA, gambe sottili e occhi psichedelici. Utilizza una lancia/caduceo.
Nella storia principale si rivela essere la causa della cattura dei Waddle Dee, e dell'apertura dello squarcio che ha trascinato sia loro che Kirby nella terra perduta.
Molti anni prima giunse in quel mondo cercando di distruggere ogni forma di vita in esso presente, ma venne inaspettatamente catturato e contenuto in una capsula dagli abitanti del pianeta, che lo sottoposero a vari esperimenti nel tentativo di comprendere e sfruttare i suoi poteri di viaggio interdimensionale, vedendo ribattezzato ID-F86 e classificato come "Forma di Vita Definitiva".
Dopo trent'anni di esperimenti, tuttavia, un frammento di Fecto si staccò, fuggendo via. Fecto venne poi lasciato in animazione sospesa, mentre gli abitanti lasciarono quel mondo, ora forti delle tecnologie interdimensionali ottenute.
Per anni, lo scopo della creatura era recuperare la metà persa, fuggire e riprendere la sua campagna di distruzione. Così, soggiogando gli animali del luogo (soprattutto il re delle bestie, Leongar) riuscì ad aprire un portale, prelevare i Waddle Dee (e casualmente anche Kirby e i suoi amici) e sfruttarli per i suoi scopi. Sfruttò poi le bestie per recuperare la sua altra metà, Elfilin, che però venne salvata da Kirby.
Fecto soggiogò anche Dedede, e grazie ad esso Eliflin fu catturato e portato all'Osservatorio di Scoperta.
Kirby arriva laggiù dopo aver sconfitto Dedede e elimina anche Leongar, che viene posseduto da Fecto. Kirby libera Elfilin, ma Fecto, stanco dei continui fallimenti, si libera dalla capsula e, trasformatosi in una massa gelatinosa, assorbe Leongar e l'esercito delle bestie, trasformandosi in un abominio melmoso, Fecto Perdis, che insegue Kirby ed Elfilin per tutto l'Osservatorio di Scoperta. Fecto riesce poi a riprendere la sua altra metà e ritorna ad essere una creatura completa, affrontando Kirby sulla parte più alta dell'Osservatorio. Kirby lo affronta e lo sconfigge, liberando nuovamente Elfilin.
La forma di vita definitiva tuttavia è ancora in vita, e, sebbene privo di Elfilin, mantiene ancora la sua forma completa (Anche se sembra stia lentamente regredendo) e tenta un ultimo atto estremo: aprire un varco abbastanza grande da attirare il Pianeta Pop e scagliarlo contro la terra perduta. Tuttavia Kirby, assorbendo un grosso camion, si scaglia contro Fecto Elfilis e lo sconfigge.
Tuttavia l'essere non è morto: la sua anima è ancora viva ed intende ricreare un corpo. Trascina dunque Leongar con sé nelle Isole da Sogno Perdis. Kirby ed Elfilin giungono in quel mondo, recuperando i frammenti dell'anima di Leongar (ma anche quelli di Fecto, inconsciamente) e, arrivati davanti al leone, in stato inconscio, gli ridonano la sua anima. Il piano di Fecto è attuato e, sfruttando Leongar, attacca Kirby. Leongar viene tuttavia liberato e Fecto Perdis, o Anima Perdis, deciso a farla finita, si prepara ad attaccare personalmente i due. Ma le cose vanno diversamente: Morpho Knight compare ed elimina Fecto, ingaggiando battaglia contro Kirby.
Il cavaliere viene sconfitto, ma non è ancora finita: appena scompare, un'ombra appare e fugge via: È lo stesso Fecto Elfilis, ora Elfilis Caos, che, assorbito il potere della farfalla, ha ottenuto una nuova versione della sua forma completa e, nell'arena del gioco, trascina Kirby in un ultimo, furioso scontro. Ma neanche le nuove temibili mosse di Elfilis intimoriscono Kirby, che lo batte e lo riduce ad una sfera (simile alla vera forma di Void e Pigmenta) che attacca impazzita Kirby. Alla fine questa entità svanisce, e l'ultima traccia di vita viene assorbita da Elfilin: le due entità sono infine riunite, e stavolta, nel bene.

### Dark Meta Knight
Conosciuto come Meta Knight Nero in Italia, è l'antagonista secondario di Kirby e il labirinto degli specchi, ed è la versione del Mondo degli Specchi di Meta Knight.
Nella sua prima apparizione, Dark divide Kirby in 4 pezzi, uno rosa, uno rosso, uno verde e uno giallo. In seguito affronterà Meta Knight, giunto a causa degli squilibri avvenuti nel Mondo degli Specchi e lo sconfiggerà, rinchiudendolo nello Specchio Dimensionale, rompendo il passaggio per esso in diverse parti.
I quattro Kirby si lanciano in una lunga ricerca nel Labirinto degli Specchi per trovare i pezzi e salvare Meta Knight.
Una volta trovati, Kirby e i suoi sosia entrano nello Specchio Dimensionale e trovano Meta Knight. Ma è un inganno: un altro Meta Knight, quello vero, appare e costringe l'altro a rivelare il travestimento. Dark, attacca dunque i Kirbies, ma verrà sconfitto, così come verrà sconfitto Dark Mind, la vera causa di tutto lo scompiglio.
Dopo la sconfitta di Dark Mind, Dark Meta Knight vuole a tutti i costi vendicarsi e, in Kirby Triple Deluxe corrompe Sectonia attraverso lo Specchio Dimensionale (regalatole da un ignaro Taranza) per manipolarla, ma viene sconfitto da DeDeDe nel post game DeDeDe All'Avventura, venendo intrappolato nello Specchio Dimensionale per la seconda volta. Dedede, inoltre, romperà lo specchio, per accertarsi che non causi più danni.
Dark riappare tuttavia in Kirby Star Allies, misteriosamente sopravvissuto allo scontro con DeDeDe nel gioco precedente.
Inaspettatamente, però, stavolta decide di aiutare Kirby a sconfiggere la minaccia di Void. Il motivo per cui si unisca a Kirby è sconosciuto: si presume che voglia lasciarsi alle spalle il passato oppure si rende conto che Void Termina è una minaccia molto più grande di quanto lo sia lui stesso o Dark Mind e deciderà di raggiungere una tregua. Diventerà amico di Daroach nello stesso gioco, e i due diverranno partner. Ha un corpo sferico nero con ali strappate e consumate, piedi rossi, spallucce e maschera d'argento con una M nera stampata sulla spalla destra e occhi arancioni incandescenti. Sfoggia una cicatrice sull'occhio destro, probabilmente causatagli da Meta Knight durante uno scontro.

### DeDeDe Ombra
Versione malvagia di King DeDeDe dal Mondo degli Specchi, ha tutte le caratteristiche e le abilità del suo originale, ma è più veloce e devastante. Aiuterà Dark Meta Knight a prendersi la sua vendetta ma verrà sconfitto dalla sua versione originale nel post game insieme al suo socio. Ha la pelle nera con becco, zampe e guanti argentati, occhi bianco latte e può aprire la pancia per rivelare delle fauci oscure, che usa per sparare sfere contro gli avversari. Indossa un cappotto e un cappello rosso scuro, con maniche e pon pon nero pece, e porta un logo a spirale sul dorso della giacca e sul martello.

### Necrodeus
L'antagonista principale di Kirby Mass Attack e leader della Skull Gang, esseri simili a spettri di fumo con teschi per faccia. È un malvagio dio della morte, che decide di causare il caos a Dreamland con la sua banda. Per far ciò, attacca Kirby e lo divide in dieci parti, che procede poi ad eliminare. Solo uno sopravvive, che riesce a scappare e ricostruire un gruppo di dieci Kirby per sconfiggere Necrodeus e tornare ad essere uno.
Necrodeus affronterà l'eroe rosa personalmente nel suo castello, venendo però sconfitto e scacciato dai Kirby, facendone rimanere solo il teschio, che poi si trasformerà in fumo, presumibilmente morendo e ponendo fine alla sua minaccia su Dreamland.
Necrodeus ha l'aspetto di un fantasma nero di fumo, con mani scheletriche, un teschio con le corna, occhi neri con iridi rosse, una collana di teschi più piccoli intorno al "collo" e un naso da clown viola sul teschio. Ha un occhio nella bocca, suo punto debole.

## Personaggi di supporto

### Dyna Blade
Dyna Blade (ダイナブレイド?, Daina Bureido) è un grande uccello che disturba gli abitanti di Dream Land apparso per la prima volta in Kirby's Fun Pak. In tale titolo Kirby decide di salire su per la montagna in cui vive e scoprire perché sia così agitato. Torna nel remake Kirby Super Star Ultra dove è presente un minigioco completamente dedicato a lei. Dopo diversi anni di assenza, ha compiuto un'apparizione minore in Kirby Air Ride e ha fatto un cameo nella mappa del mondo di Dream Land in Kirby Star Allies. Nell'anime è l'uccello leggendario del villaggio di Zee Town, che attacca Kirby dopo aver pensato che avesse tentato di uccidere il suo pulcino. Il pulcino però gli fa capire che Kirby lo ha cresciuto. Riapparirà in altri episodi.

### Kine
Kine (カイン?) è un aiutante ricorrente di Kirby, molto utile nei livelli acquatici. Appare per la prima volta nel secondo gioco della saga, Kirby's Dream Land 2 come personaggio giocabile, appartiene alla specie inventata dei Pesce Luna ed è un membro degli Amici Animali, composti da lui, Coo, Rick, Gooey, Pitch, Chuchu e Nago. Kine assomiglia a un pesce luna con il corpo azzurro e le pinne gialle. I suoi occhi sono bianchi con le pupille nere e ha le labbra carnose. Kine si ritrova abbastanza svantaggiato in superficie, poiché non salta molto in alto e si muove strisciando. Sott'acqua è tuttavia estremamente utile, considerando le sue capacità di nuoto e la possibilità di nuotare contro-corrente. Ha inoltre il vantaggio di essere l'unico Amico Animale che permette a Kirby di risucchiare sott'acqua, ed anche l'unico che può utilizzare le Abilità di Copia anche sott'acqua. Nell'anime scrive a Tiff un messaggio su una conchiglia in cui chiede di incontrarla, ma lei rimane stupita quando scopre chi è l'autore del messaggio. King Dedede ed Escargoon promettono a Kine che l'avrebbero aiutato a organizzare un appuntamento sulla terra con Tiff, a patto che egli dicesse loro dove si trova la Barriera Corallina Arcobaleno. Il povero Kine però non se la cava molto bene sulla terra e rischia la vita per due volte. Quando però il pesce luna spiega gli accordi tra lui e il re, Tiff e Tuff decidono di fermare King Dedede ed Escargoon assieme a Kirby e Meta Knight. Il sottomarino di legno dove si trovavano viene distrutto da un missile, ma Kine salva sia Tiff sia Tuff creando delle bolle d'aria speciali. Una volta che King Dedede ed Escargoon sono sconfitti, Tiff e Kine si salutano. Kine appare anche negli episodi 36, 48, 70 e 71.

### Rick
Rick (リック?, Rikku) è uno degli amici animali di Kirby, apparso per la prima volta in Kirby's Dream Land 2. Rick è un criceto rotondo che vive nella foresta di Whispy Woods. Ha una pelliccia bianca con piccole macchie di marrone chiaro (a volte arancione in alcuni artwork); le macchie marroni sono più evidenti sulla sua testa e sulla schiena. Ha i piedi rosa (colorati di rosso nei giochi per 3DS), le mani bianche e una piccola coda di colore marrone nei giochi precedenti, ma bianca nei giochi più recenti. Ha un naso rosa a forma di triangolo, quattro baffi sul viso con due su ciascun lato e occhi blu rotondi, perlati (originariamente completamente neri). In generale offre sempre il suo aiuto a Kirby in Kirby's Dream Land 2 e Kirby's Dream Land 3 mentre in quasi tutti gli altri capitoli compie delle brevi apparizioni e dei cameo. È in grado di emettere delle palle di fuoco dalla bocca e di attraversare facilmente lastre ghiacciate senza scivolare. Nell'anime è amico di Tokkori. È doppiato in giapponese da Makiko Ohmoto e in italiano da Luca Bottale.

### Coo
Coo (クー?, Kū) è un gufo, nonché amico animale di Kirby, apparso per la prima volta in Kirby's Dream Land 2. Nonostante le sue ridotte dimensioni, è molto forte ed è in grado di affrontare facilmente i venti più forti aiutando più di una volta l'amico rosa tramite il volo. Nell'anime ricopre un ruolo simile alla sua controparte videoludica, dove aiuta sempre Kirby e gli altri in diverse occasioni. È doppiato in giapponese da Chiro Kanzaki e in italiano da Luca Sandri.

## Nemici

### Blade Knight
Blade Knight (ブレイドナイト?, Bureido Naito), Edge nell'edizione italiana dell'anime, è un nemico ricorrente, che ha fatto il suo debutto in Kirby's Adventure. Blade Knight è un minuscolo soldato armato di spada. Indossa un'armatura verde che include un lungo elmo con nappe rosse sulla punta, una faccia rosa senza caratteristiche sotto l'elmo, una visiera dorata e grandi spalline che presentano disegni a mezzaluna dorati. Le braccia guantate di bianco emergono da sotto le spalline di Blade Knight. Il suo corpo è leggermente a forma d'uovo e di solito è blu o verde a seconda dei giochi. Indossa una cintura bluastra con una fibbia argentata e stivali marroni simili a quelli di Meta Knight. La spada è d'argento, con un'impugnatura dorata a forma di anello. Quest'ultima presenta occasionalmente un paio di rebbi che sporgono dai bordi. Se ingoiato da Kirby, questi riceve l'Abilità Spada. Nell'anime è un cavaliere fedele amico di Meta Knight, che lo ha conosciuto assieme a Sword Knight alla fine della guerra contro i mostri. Entrambi vennero salvati da un feroce mostro, chiamato Lupo Rabbioso, così diventarono i suoi amici e aiutanti. È doppiato in giapponese da Chiro Kanzaki.

### Blocky
Blocky (ブロッキー?, Burokkī) è un nemico ricorrente, apparso per la prima volta in Kirby's Dream Land 2 e poi diventato parecchio popolare e comune nell'intera saga. Spesso lo si trova come miniboss nel corso o a metà di un livello, e se sconfitto, può essere risucchiato e ingoiato da Kirby, ottenendo così l'abilità Pietra. Blocky ha una forma di pietra interamente quadrata, con due piccoli piedi rettangolari con delle gambe abbastanza piccole. Ha una semplice bocca e due enormi cavità nelle quali sono visibili due occhi gialli. Originalmente, doveva essere rosso, ma poi il suo colore venne cambiato in grigio in Kirby's Dream Land 3. In Kirby: Triple Deluxe è diventato di un blu scuro e ha dei mattoni dii vari colori tra i piedi, sulla parte inferiore e quella superiore del corpo. La sua espressione adesso è arrabbiata, i suoi occhi sono diventati rossi e hanno delle palpebre. Nell'adattamento animato giapponese Blocky appare nell'episodio Una casa per Kirby come mostro della Nightmare Enterprises. Kirby si ritrova costretto ad affrontarlo quando King Dedede, deciso ad allontanare il suo nemico da Dream Land, gli manda all'attacco il mostro, che per l'elevata densità non riesce ad aspirare e quindi batte in ritirata. In seguito a un allenamento speciale si ripresenta a Blocky, riuscendo stavolta ad aspirarne una parte sfruttando il peso del nemico a proprio vantaggio. L'Abilità di Copia Pietra gli permette di resistere agli attacchi delle tre parti rimanenti, che si uniscono formando un nuovo Blocky. Kirby lo attira con l'astuzia verso una scogliera che si spezza sotto il peso di entrambi e li fa cadere in mare; mentre Blocky affonda, Kirby ritorna alla forma originale e risale verso la superficie. Viene inoltre menzionato ne Il Kirby quiz e fa un breve cameo nell'episodio pilota dell'anime, in cui si avvicina di più all'originale dei videogiochi, e nel corso del quale viene sconfitto insieme ad altri mostri dal protagonista.

### Chilly
Chilly (チリー?, Chirī) è un nemico ricorrente del protagonista, apparso per la prima volta in Kirby's Adventure, per poi diventare uno dei più rappresentativi della serie. Chilly è inoltre uno dei venti personaggi giocabili in Da Aiutante a Eroe, modalità di gioco presente in Kirby Super Star Ultra. Si tratta di un pupazzo di neve e l'abilità di copia che possiede sono Ghiaccio o Gelo, a seconda del capitolo. Chilly somiglia ad un pupazzo di neve, il suo corpo è formato da due palle di neve, quella inferiore è più grossa di quella anteriore. Attorno al collo porta una collana rossa con un campanello, che a volte è assente. Chilly nella sua artwork di Kirby's Adventure e nel suo sprite di Kirby's Dream Course ha due piccole mani di neve e una bocca, negli altri giochi e da Kirby's Fun Pak in poi, le mani di Chilly sono rotonde e coperte da guanti celeste o gialli, mentre la bocca è invisibile. Oltre alla bocca invisibile, Chilly ha anche due grandi occhi con due folte sopracciglia. Chilly indossa un secchio sulla testa che nella sua colorazione principale era blu, ma nelle sue apparizioni più recenti è di colore verde come una delle sue colorazioni alternative. Nell'adattamento animato giapponese ha debuttato nell'episodio Inverno a Dream Land, in cui viene creato dal mostro Ice Dragon (mandato dalla Nightmare Enterprises a King Dedede) per uccidere Kirby, il quale però si affeziona a lui e non si accorge delle sue reali intenzioni. Chilly non porta a termine il suo compito, e ciò fa infuriare King Dedede, che ordina ad Ice Dragon di schiacciarlo; viene salvato proprio da Kirby e, capendo i suoi errori, si redime aiutando il protagonista a sconfiggere Ice Dragon. In conclusione, con la fine della stagione invernale a Zee Town, finisce per sciogliersi e Kirby si rattristisce. Una scultura di ghiaccio di Chilly appare nell'episodio Un arrivo agghiacciante.

### Fololò e Falalà
Fololò (ロロロ?, Rororo) e Falalà (ラララ?, Rarara) noti come Lololo e Lalala al di fuori dell'Italia, sono un duo di boss, nonché il primo, appartenente alla serie e apparso per la prima volta al suo debutto, Kirby's Dream Land.  Sono ispirati a Lolo e Lala di Eggerland. Entrambi i membri del duo originalmente erano rotondi con delle piccole braccia e una coda, dei piedi bianchi privi di gambe e degli enormi occhi bianchi. Si distinguono per il fatto che Fololò è blu mentre Falalà è rosa e porta un fiocco giallo sulla testa. Da Kirby's Fun Pak in poi, il duo indossa dei guanti bianchi, e il fiocco di Falalà è posizionato dietro la testa.
Nell'anime la loro storia viene approfondita: sono due folletti che derivano da un mostro di nome Fofa, creato dalla NME ma pacifico, che è stato diviso in una parte maschile e nell'altra femminile dal mostro Slice And Splice, grazie alla sua potente arma, lo Scettro Luna. Erano stati poi mandati a King Dedede come offerta speciale ("due mostri al prezzo di uno"), ma il re li aveva affidati a Sir Ebrum e Lady Like (genitori della neonata Tiff), ritenendoli inutili e poco potenti. Nell'episodio "Il mostro separatore", la NME manda al re Slice And Splice, armato di Scettro Luna e di Scettro Sole (che riunisce ciò che lo Scettro Luna divide, mentre se usati insieme contro due esseri gli scettri scambiano corpi e teste delle vittime), per combattere Kirby. Il protagonista viene in effetti diviso in due piccoli Kirby, un maschio ed una femmina, più piccoli dell'originale, e probabilmente senza il potere di aspirare i nemici. Fololo e Falala prendono un Kirby ciascuno e fuggono, inseguiti da Slice And Splice, King Dedede ed Escargoon. Vengono messi alle strette dal trio, ed il mostro racconta a Fololo e Falala la loro storia, affermando che non sarebbero mai ritornati ad essere Fofa. I due però, con l'aiuto di Tiff e Tuff, reagiscono, sconfiggono re e consigliere e prendono lo Scettro Sole al mostro. Grazie ad esso Kirby torna come prima, ed è dunque in grado di combattere. Aspira lo Scettro Luna trasformandosi in Kirby Lama, e sconfigge facilmente Slice And Splice, che esplode facendo rattristare King Dedede ed Escargoon (che avevano ripreso i sensi ed erano sopraggiunti in quel momento). L'esplosione però distrugge anche lo Scettro Sole, e quindi Fololo e Falala rimangono divisi. Affermano però di essere felici, perché anche se sono divisi, il loro cuore è uno solo. Sono doppiati rispettivamente in giapponese da Chiro Kanzai e Madoka Akita e in italiano da Federica Valenti e Serena Clerici.

### Kabù
Kabù (カブー?), chiamato Kaboo in Kirby's Pinball Land, è un nemico ricorrente nel corso della serie, che debutta in Kirby's Dream Land. Kabu è una statua marrone di una testa. Ha una base piatta che si arrotonda in alto, due occhi quadrati neri profondi e tra quelli si trova un piccolo naso. Ha sempre la bocca aperta e spalancata. Non produce Abilità di Copia se ingoiato.
Nell'anime è un albero parlante e saggio, vede il futuro e custodisce la Stella Warp. È doppiato in giapponese da Nobuo Tobita (ed. giapponese) e in italiano da Pietro Ubaldi.

### Knuckle Joe
Knuckle Joe (ナックルジョー?, Nakkuru Jō) è un giovane essere di specie umanoide con gli occhi azzurri, le orecchie da folletto e i capelli biondi spinosi separati da una fascia bianca e rossa con una gemma rossa sulla fronte. Indossa una divisa interamente blu con delle calze e dei guanti, entrambi bianchi e degli spallacci rossi.
Nell'anime le sue maniche sono corte, non ha spallacci ed i suoi occhi sono più grandi e con le iridi nere. Se nei giochi viene risucchiato da Kirby, si ottiene l'abilità lottatore, che possiede sia nei videogiochi che nell'anime. Utilizza come tecnica i Pugni vulcanici, che consiste nel lanciare attraverso dei pugni delle sfere blu energetiche. Questa tecnica viene usata per la prima volta nell'episodio 19 dell'anime, contro i Waddle Dee. Nella serie animata, fa il suo debutto nell'episodio 19, dove attraverso il teletrasporto si fa trasferire dalla Nightmare Enterprises nella sala del trono del castello di Dedede, dove possiede una colorazione bianca pallida, senza richiesta. Nel castello, Dedede, manda i Waddle Dee a catturarlo, ma li sconfigge facilmente per poi percorrere il castello, e scontrarsi con Meta Knight, quando i due sembrano conoscersi. Dopo aver distrutto le pareti del castello ed essere uscito, si dirige a Zeetown, chiedendo di Kirby, ma nessuno gli sa dire dove si trova. Notata la forza, Dedede e Escargoon gli propongono di aiutarli a sconfiggere Kirby, e lui rivela di essere arrivato a Dream Land proprio per vendicarsi di lui. Per stare alla calma, Tiff, Tuff, Fololò, Falalà e Kawasaki si nascondono in una caverna dove appiccano un fuoco e mangiano. Durante la tranquillità però, Knuckle Joe e Dedede piombano nel luogo, come Meta Knight. Knuckle Joe sconfigge Kirby, per vendicarsi di aver ucciso suo padre e Meta Knight si scontra con Knuckle Joe, raccontando che suo padre e lui, erano amici e alleati durante la guerra stellare, nella quale, il padre viene catturato e trasformato in mostro, per poi essere ucciso da Meta Knight. Comunque si trasforma in un mostro con le spine, venendo però sconfitto da Kirby spina. Quindi diventano grandi amici. Appare per la seconda volta nell'episodio 40. Lavora per la Nightmare Enterprises, e manda dei mostriciattoli a distruggere Kirby. I mostri vengono sconfitti, e il commesso decide di entrare in scena e mandare uno dei mostri più potenti dell'organizzazione, Masher. Masher sconfigge Kirby e Meta Knight, però, Knuckle Joe lancia un colpo a Kirby e gli dice di assorbirlo, per poi colpire Masher. I due dopo aver sconfitto Masher, si salutano e l'amico parte. Appare per la terza volta nell'episodio 65. Su un pianeta in rovina Knuckle Joe, fugge da Masher 2.0 (ovvero resuscitato e potenziato da Enemy) e trovando dentro un castello un teletrasporto della Nightmare Enterprises, si teletrasporta al castello di Dedede. Lì viene trovato da Tiff e Tuff ferito, che lo curano, perdendo però il ciondolo di suo padre. Trovato da Dedede e Escargoon, che dopo aver scoperto al suo interno un chip e averlo trasformato in un bracciale che potenzia chiunque lo indossi decidono di usarlo per aumentare la forza dei loro mostri. Masher atterra, a Dream Land, e Knuckle Joe per sconfiggerlo insieme a Kirby, Edge e Sharpe, sacrifica le gemme del suo ciondolo per sconfiggere il nemico. Ritorna nell'episodio "L'ultima battaglia", in cui prende il controllo di un'astronave della NME per assistere Kirby nello scontro finale. È doppiato in giapponese da Minami Takayama  e in italiano da Paolo De Santis.

### Lovely
Lovely (ラブリー?, Raburī) è un nemico ricorrente in svariati capitoli, introdotto in Kirby's Fun Pak e il suo remake per DS Kirby Super Star Ultra. Lovely è generalmente un fiore giallo dai petali rosa, con un sorriso smagliante e due occhi circolari con le pupille di nero che tiene spalancati in ogni momento. Non si può muovere perché piantata nel terreno e quando assume la sua vera forma diventa prevalentemente viola, si ingrandisce, i suoi occhi si colorano totalmente di rosso e attorno ad essi si creano delle specie di sopracciglia nere. I suoi petali si allungano, prendendo la forma di lame, che usa per attaccare. Non si può risucchiare e, quindi, da essa non è possibile ottenere alcuna Abilità di Copia, escludendo l'anime in cui dona l'abilità di copia Lama.
Sempre nella serie animata ha un ruolo maggiore e fa il suo debutto nell'episodio 27: Un fiore per Whispy Woods. Originariamente, Lovely era un fiore che era spuntato di fronte a Whispy Woods. L'albero si affezionò subito al fiore, decidendo di chiamarla "Lovely" e di proteggerla ad ogni costo, in quanto unico fiore di tutta la foresta. King Dedede decise di sfruttare l'amore di Whispy per Lovely a suo vantaggio: rapì Lovely e la spedì alla Nightmare Enterprises, in modo da trasformarla in un mostro capace di rubare la linfa vitale di Whispy e di tutti gli alberi della sua foresta, in modo che il re possa costruirci nuovamente il suo campo da golf. Successivamente, Dedede ha lasciato che Kirby, Tiff e Tuff venissero a recuperare Lovely, senza incontrare ostacoli. Quando Lovely è stata piantata di nuovo sul suo terreno d'origine, le è spuntato un viso e ha cominciato a muoversi e a parlare, rendendo Whispy Woods ancora più felice. L'albero era tuttavia ignaro del fatto che, il fiore che lui aveva tanto amato, lo stava derubando della linfa vitale, crescendo sempre di più. Sospettando di Lovely, Tiff e Tuff hanno provato a rimuoverla dal suo terreno, facendo solamente arrabbiare Whispy Woods, nonostante cercassero di spiegargli che sarebbe appassito per mano di Lovely. Quando Whispy Woods lo capì, era ormai troppo tardi, Lovely era diventata un enorme mostro e l'albero non era capace di farle del male perché l'amava. Lovely attacca poi usando i suoi petali-boomerang-taglienti, uno di questi viene risucchiato da Kirby, donandogli l'Abilità di Copia Lama, che utilizza per tagliare il gambo del fiore con la Lama Boomerang, uccidendola. Prima di esalare il suo ultimo respiro, Lovely promette di rinascere, ma non più come un mostro, ed infatti Lovely rinasce nella sua forma originale, ma non come un singolo fiore, bensì come un prato fiorito. Ciò rese felice Whispy Woods, che ritiene che in una foresta ci deve essere ogni tipo di pianta, indipendentemente dal fatto che questa parli o meno, e di continuare a proteggere Lovely. Lovely riappare in questa forma, assieme a Whispy Woods, negli episodi a seguire.

### Popon
Popon (ポポン?) è un nemico ricorrente della saga, apparso per la prima volta ed unica volta in Kirby's Dream Land 3. Popon è una creatura composta da più Zebon uno sopra l'altro, specie alla quale difatti fa parte, che a loro volta sono considerati slime. Alto più o meno 3 metri, ha il corpo composto da sfere verdi e chiare, gelatinose con un liquido corrosivo. Possiede inoltre due piccoli occhi bianchi con le pupille nere. In Kirby's Dream Land 3 Popon si incontra solamente sulla terraferma mentre striscia verso i giocatori. Popon fa crescere lentamente una sfera dopo l'altra alla base del suo
corpo, diventando più alto. Se Popon viene colpito, perde una sfera. L'unico modo per sconfiggerlo è colpirlo ripetutamente finché non vengono eliminate tutte le sfere che formano il suo corpo, dalla base alla testa. Popon non può inoltre venire risucchiato o afferrato dai giocatori.
Nell'anime fa la sua principale apparizione nell'episodio Un cuoco mostruoso, in cui viene mandato a Dream Land sotto le vesti del cuoco Shiitake per mangiare Kirby, che il cuoco Kawasaki aveva usato in una ricetta credendo fosse fatto di squisitissimo Zebon. Sebbene Kirby si rivela essere ancora vivo, dato che Kawasaki non aveva avuto il coraggio di cucinarlo, il falso Shiitake è disposto comunque a mangiarlo in ogni caso e Kawasaki è costretto a rovesciare il suo piatto e a subire una dura lavata di capo. Tuttavia quest'ultimo si tradisce definendo "robaccia" la padella di Kawasaki, appartenuta al vero Shiitake, e una volta rivelata la sua vera identità attacca il castello. Kirby affronta il nemico con l'Abilità Cuoco e grazie al supporto di Kawasaki e Meta Knight lo ricopre di farina e lo scaglia contro il Sole, trasformandolo in una deliziosa frittella. Appare nuovamente in un video nell'episodio Il Kirby quiz.

### Sword Knight
Sword Knight (ソードナイト?, Sōdo Naito), Sharpe nell'edizione italiana dell'anime, è un nemico ricorrente, apparso per la prima volta in Kirby's Adventure. Sword Knight è un minuscolo soldato armato di spada. Indossa un'armatura viola che include un lungo elmo con quattro creste sulla parte superiore, una visiera aperta e grandi spalline. Le braccia guantate di bianco emergono da sotto le spalline. Il corpo del nemico è leggermente a forma di uovo, ed è solitamente blu con una cintura brunastra con una fibbia d'argento, così come stivali viola che ricordano quelli di Meta Knight. La spada è d'argento, con un'impugnatura dorata e dritta. La spada presenta un paio di punte sporgenti dai bordi. Nell'anime, il suo aspetto rimane quasi lo stesso, tranne che la sua armatura è verde acqua invece che viola, inoltre ha un corpo marrone e i suoi occhi non sono visibili. Se ingoiato da Kirby, questi riceva l'Abilità Spada.
Nell'anime è un cavaliere fedele amico di Meta Knight, che lo ha conosciuto assieme a Blade Knight alla fine della guerra contro i mostri. Entrambi vennero salvati da un feroce mostro, chiamato Lupo Rabbioso, così diventarono i suoi amici e aiutanti. Quando parla farfuglia parole incomprensibili. È doppiato in giapponese da Hikaru Tokita e in italiano da Alberto Sette.

### Zebon
Zebon (ゼボン?) è un nemico apparso per la prima volta in Kirby's Dream Land 3 per sostituire l'autocannone, e poi ritornato in Kirby 64: The Crystal Shards. Nella serie appartiene alla specie degli slime e ha un ruolo fortemente secondario e neutro, difatti, seppur in entrambi i capitoli venga indicato come nemico, non può essere sconfitto o attaccare, infliggendo quindi danni, Kirby. Più Zebon uno sopra l'altro formano un Popon, alto tre metri all'incirca. Zebon è un essere di gelatina verde dalla forma rotonda. Ha due occhi neri ed una bocca triangolare. In entrambi i giochi in cui appare, Zebon sostituisce l'autocannone. Se Kirby lo sfiora, entrerà al suo interno per poi venire lanciato via. Esistono due tipi di Zebon: quelli che lanciano direttamente Kirby in una direzione e quelli che lanceranno Kirby solo se il giocatore preme B. Per sapere il quale direzione Kirby verrà lanciato basta osservare in che direzione guarda Zebon. Nell'anime Zebon non appare di persona, ma fa un'apparizione minore come illustrazione di un libro di cucina che King Dedede riceve dalla Nightmare Enterprises per consegnarlo poi al Cuoco Kawasaki nell'episodio Un cuoco mostruoso. King Dedede ed Escargoon, prima di consegnare il libro a Kawasaki, incollano sull'illustrazione di Zebon un adesivo di Kirby, in modo da far credere al cuoco che Kirby sia uno Zebon per costringerlo a cucinare quest'ultimo. Viene inoltre rivelato che lo Zebon è anche un ingrediente per cucinare, nonché il più squisito dell'universo.

### Wham Bam Jewel
Wham Bam Jewel (ワムバムジュエル ?, Wamu Bamu Jueru) è un personaggio apparso per la prima e attualmente ultima volta come boss in Kirby Super Star Ultra. I Wham Bam, specie alla quale appartiene, si riferiscono a lui come il loro re e il suo nome deriva dalla sua passione per i diamanti, di cui è ricco nel suo corpo. L'aspetto di Wham Bam Jewel sembra ispirato al design originale di Wham Bam Rock. Wham Bam Jewel possiede delle lunghe labbra carnose con due zanne alle estremità. Sopra la bocca vi sono due narici viola e tre enormi occhi dalle iridi rosse. Wham Bam Jewel indossa degli orecchini ed una corona, entrambi decorati coi diamanti. Le sue mani sono identiche a quelle di Wham Bam Rock, ma di diamante. Wham Bam Jewel è il boss finale della modalità Da Aiutante a Eroe, in cui puoi scegliere e utilizzare uno tra venti personaggi secondari di Kirby, e viene affrontato subito dopo che Wham Bam Rock è stato sconfitto. Wham Bam Jewel combatte nella stessa maniera del suo suddito, ma con un comportamento più aggressivo ed impiegando maggiore forza. Wham Bam Jewel è anche più resistente. Inoltre possiede alcuni attacchi che il suo suddito di pietra non usa: può caricare un pugno per poi fargli eseguire un movimento ad U, trasformare la sua mano in una pistola-spara-dardi di luce e far cadere una serie di bombe con la sua faccia mentre tiene il palmo aperto. Il boss appare anche nell'Arena Finale come secondo membro del quartetto finale. Durante lo scontro nell'Arena Finale, Kirby può risucchiare le sue bombe per ottenere l'abilità Granata.

### Whispy Woods
Whispy Woods (ウィスピーウッズ?, Wisupī Uzzu) è un nemico del protagonista e boss presente in quasi tutti i capitoli della serie, apparso per la prima volta in Kirby's Dream Land. Essendo un albero, si trova spesso alla fine di un mondo ricco di praterie o ambientato in una foresta. Inoltre, è il primo boss in assoluto di Kirby e ha un ruolo principale anche nell'anime su di esso basato. Ha l'aspetto di un grosso albero con un lungo naso, nel tronco ci sono: due buchi per gli occhi e uno per la bocca, dei piccoli rami fuoriescono dal fusto ed è monito di mele e foglie. In Kirby's Dream Land Whispy è il boss del Quadro 1 La Verde Aiuola, ed è il guardiano della prima delle cinque Stelle Luccicanti che Dedede ha rubato alla gente di Dream Land. Durante la battaglia, Whispy attacca in due modi, soffiando aria e facendo cadere e rotolare delle mele (in Modalità Extra farà cadere anche dei Bombospini) contro Kirby. Per sconfiggerlo, Kirby deve aspirare una delle sue mele e sputargliela addosso danneggiandolo. Kirby deve inoltre stare attento a non toccare il naso appuntito di Whispy altrimenti subirà danni. Nella maggioranza dei titoli successivi avrà un ruolo simile.
Nell'anime, Whispy Woods è il guardiano della Foresta di Whispy Woods ed ha il compito di proteggere essa ed i suoi abitanti. Le sue mele sono dotate di un poter particolare. Si fa imbrogliare da DDD, che gli dice che Kirby voleva radergli la foresta al suolo, quando invece era il suo scopo. Quindi DDD rade al suolo la foresta, grazie a una mela ingoiata da Kirby Whispy riesce a far risorgere la foresta. Ha avuto un ruolo maggiore in tre episodi. È doppiato in giapponese da Osamu Hosoi.

## Personaggi dell'anime
I seguenti personaggi sono apparsi quasi tutti esclusivamente nell'anime Kirby.

### Escargoon
Escargoon (ドクター・エスカルゴン?, Dokutā Esukarugon, Doctor Escargon nell'edizione giapponese) è una lumaca con baffi e pizzetto, aiutante di King Dedede, da lui maltrattato. È scaltro e perfido come il re, nonostante sembri essere più intelligente (infatti ha qualche conoscenza in Chimica, Botanica ed Elettronica) e sia un tipo educato. Fornisce supporto a King Dedede mettendo a disposizione le sue invenzioni (come il razzo gigante e la "Miscela Instant-Mostro"), che spesso mettono in difficoltà Kirby, anche se raramente lo affronta di persona. In alcuni episodi invece chiede aiuto a Kirby e gli altri (ad esempio nell'episodio "Un fantasma a palazzo", per vendicarsi di King Dedede che continuava a spaventarlo), e a volte mostra di avere anche un lato gentile e sensibile. Compie un cameo nel gioco Kirby Mass Attack in uno degli attacchi di King Dedede assieme ad alcuni Waddle Dee nel minigioco Kirby Quest. David Sanchez di GameZone ha specificamente elogiato il personaggio, che ha definito "uno dei migliori contribuiti al franchise di Kirby grazie al suo atteggiamento stupito e alla sua ovvia stupidità" e ha suggerito che doveva apparire nel quarto gioco di Super Smash Bros.. È doppiato in giapponese da Naoki Tatsuta e in italiano da Oliviero Corbetta.

### Sir Ebrum e Lady Like
Sir Ebrum (パーム?, Pāmu, Palm nell'edizione giapponese) e Lady Like (メーム?, Mēmu, Meme nell'edizione giapponese) sono il padre e la madre di Tiff e Tuff. Sono doppiati rispettivamente in giapponese da Takashi Nagasako e Yūko Mizutani e in italiano da Riccardo Peroni e Dania Cericola.

### Tiff e Tuff
Tiff (フーム?, Fūmu) e Tuff (ブン?, Bun) sono rispettivamente sorella maggiore e fratello minore, che aiutano Kirby in tutti gli episodi. Tiff è in grado di evocare la stella Warp, e molto spesso il suo aiuto si rivela fondamentale per Kirby. Sono doppiati rispettivamente in giapponese da Sayuri Yoshida e Rika Komatsu e in italiano da Deborah Morese (Tiff), Serena Menegon (Tuff, ep. 1-52) e Tiziana Martello (Tuff, ep. 53-100).

### Biblio
Biblio (ビブリ?, Biburi, Bibli nell'edizione giapponese) è il libraio di Zeetown (a dispetto del suo nome, gestisce una libreria e non una biblioteca, particolare rivelato nell'episodio "Tutti matti per i Waddle Dee"). Non appare dall'inizio della serie come gli altri abitanti, ma dall'episodio "Kirby e il caso delle angurie". Nell'episodio seguente parla, cosa che nella sua prima apparizione non succede. Quando Kirby, corre per Zeetown, oppure, si trova con i suoi amici, si nota spesso.

### Chief Bookem
Chief Bookem (ボルン署長?, Borun shochō, Capo Borun nell'edizione giapponese) è il poliziotto di Zeetown. Amico di Kirby, Tiff e Tuff, li aiuta a sconfiggere i mostri di DDD; è molto coraggioso e gli abitanti di Zeetown lo rispettano. Mente a Tuff, dicendo di essere stato in una truppa speciale d'assalto, ma nonostante averlo scoperto, Tuff continua a credere in lui. È doppiato in giapponese da Miyako Watanabe e in italiano da Tony Fuochi.

### Buttercup Bookem
Buttercup Bookem (サト?, Sato, Sato nell'edizione giapponese) è la moglie di Chief Bookem. Quando il poliziotto viene licenziato lei gli dice di essere comunque stato un uomo speciale e che anche senza il distintivo il suo onore verrà sempre rispettato.

### Chef Kawasaki
Chef Kawasaki (コックカワサキ?, Kokku Kawasaki, Cook Kawasaki nell'edizione giapponese) è lo chef di Zeetown. Viene ritenuto da tutti, tranne Kirby e Shiitake, uno chef scarso. Grande amico di Kirby, Tiff e Tuff li aiuta molto spesso a sconfiggere i mostri di King DDD. È doppiato in giapponese da Nobuo Tobita e in italiano da Diego Sabre.
Nei giochi è un mini-boss ma in Kirby Star Allies compare come alleato.

### Shiitake
Shiitake (コックオオサカ?, Kokku Ōsaka, Cook Osaka nell'edizione giapponese) è un cuoco maestro di Kawasaki. Un mostro prende le sue sembianze per far cucinare Kirby da Kawasaki. Arriva veramente a Zeetown dove Kawasaki, Tiff e Tuff lo smascherano ad usare una sostanza chimica che rende i cibi più prelibati. Rivela però agli amici che lui aveva fatto apposta di mettere quella sostanza chimica nel suo bagaglio e che non gli interessa della sua reputazione. L'impostore riappare in un video nell'episodio "Il Kirby Quiz", mentre il vero Shiitake ricompare in brevi filmati negli episodi "Chef per un giorno" e "Sfida fra cuochi". Shiitake appare anche in "Kirby Mass Attack", nel minigioco "Kirby Quest".

### Doron
Doron (ドロン?) è il ladro di Zeetown. Appare diverse volte, dove ruba sempre qualcosa e viene inseguito. Quando viene catturato da Chief Bookem, un fulmine di Kracko lo libera. Trova l'anello di Sir Ebrum e Lady Like e lo ruba.

### Gengu
Gengu (ガング?, Gangu) è il venditore di Zeetown. Possiede un negozio che viene spesso messo in disordine a causa di Kirby. Vende i modellini di guerrieri stellari di DDD e lavora momentaneamente insieme a Tuggle. È amico di Kirby e gli altri.

### Tubble
Tubble è un altro venditore di Zeetown. Lavora insieme a Gengu per alcuni episodi. Dall'episodio 52 vende i modellini dei guerrieri stellari di King Dedede nel negozio di Gengu.

### Gus
Gus (ガス?, Gasu) è il macchinista di Zeetown. Nonostante il fatto che in tutta Zeetown solo Len e King DDD hanno la macchina ha molti clienti. Amico di Kirby, in passato era un famoso motociclista e aveva un amico di nome Fang.

### Honey
Honey (ハニー?, Hanī) è una ragazzina amica di Kirby e gli altri.

### Madre di Honey
La madre di Honey ha un ruolo importante nell'episodio Kirby e il caso delle angurie dove, regala un pacco di patatine a Kirby per averla aiutata. Dedede avendo girato tutto per incolpare Kirby, mette in sala di attesa lei e Kawasaki, che erano testimoni dei fatti accaduti.

### Iro
Iro (ホッヘ?, Hohhe, Hohhe nell'edizione giapponese) è un ragazzino amico di Kirby e gli altri. Porta un piccolo cappello di paglia.

### Mabel
Mabel (メーベル?, Mēberu) è l'indovina di Zeetown. Predice il futuro, nonostante le sue predicazioni siano spesso errate. Le piace Samo, il barista di Zeetown. Disprezza King DDD e aiuta Kirby a sconfiggere i suoi mostri.

### Sindaco Len Blustergas
Sindaco Len Blustergas (レン村長?, Ren sonchō, Sindaco Ren nell'edizione giapponese) è il sindaco di Zeetown. Ha l'unica macchina del suo paese, a parte quella di King DDD. Aiuta molte volte Kirby, Tiff e Tuff a sconfiggere i mostri di King DDD.

### Hana
Hana (ハナ?) è la moglie di Len. Detesta le decisioni affrettate e impulsive di Len e lo odia quando si scorda di lei. Nonostante detesti le decisioni di Len, lo aiuta. Rispetta Kirby, Tiff e Tuff e non è competitiva, tanto da aiutare i nemici in una gara.

### Melman
Melman (モソ?, Moso, Moso nell'edizione giapponese) è il vecchio postino di Zeetown. Tiene tantissimo a consegnare la posta e ci riesce anche in situazioni critiche e a consegnarla in luoghi lontani come la foresta di Whispy Woods. Come gli altri abitanti è amico di Kirby e gli altri. Un tempo era un leggendario ciclista di nome Steppenwolf.

### Curio
Curio (キュリオ氏?, Kyurio shi) è l'archeologo di Zeetown. Ha un museo di reperti e quando Kirby, decide di lavorare con lui, per colpa di King DDD, fa cadere tutti gli oggetti preziosi e viene licenziato. Scopre spesso nuovi reperti e aiuta Kirby a sconfiggere i mostri di King DDD. È doppiato in giapponese da Takashi Nagasako e in italiano da Enrico Bertorelli (ep. 2-52) e Pietro Ubaldi (ep. 53-100).

### Samo
Samo (サモ?) è il barista di Zeetown. Gli piace Mabel (viene rivelato nell'episodio "Incubi di fuoco: seconda parte"). Nel doppiaggio italiano ha un accento spagnolo. È amico di Kirby e gli altri.

### Sirica
Sirica (シリカ?, Sirika) è una ragazza aliena bianca che usa un bazooka come arma. Sua madre Garlude era un'importante guerriero stellare alleato con Meta Knight durante la guerra stellare. Appare per la prima volta nell'episodio "La spada sacra" in cui dà la caccia a Meta Knight, convinta che fosse responsabile della morte di Garlude. Alla fine però scopre che lei si era sacrificata per salvare la sacra spada, Galaxia, dal mostro Kirisakin, e che Meta Knight aveva tentato invano di salvarla. Venuta a conoscenza della verità, aiuta Kirby a sconfiggere Kirisakin, giunto a Dream Land per riprendere Galaxia. Ritorna nell'episodio "L'ultima battaglia", in cui prende il controllo di un'astronave della NME per assistere Kirby nello scontro finale.

### Spike
Spike (イロー?, Irō, Yellow nell'edizione giapponese) è un ragazzino amico di Kirby e gli altri. Ha una parte di capelli a punta e a questo è dovuto il suo nome.

### Tokkori
Tokkori (トッコリ?) è un picchio burbero, scontroso con Kirby. È doppiato in giapponese da Fujiko Takimoto e in italiano da Paolo Torrisi (ep. 1-52) e Luca Ghignone (ep. 53-100).

### Yabui
Yabui (ヤブイ?) è il dottore di Zeetown. Appare molto spesso, e viene dimostrato in alcuni episodi, che oltre ad essere un dottore, è anche un dentista. Aiuta spesso Kirby a sconfiggere i mostri di Dedede.

### Rona
Rona (ローナ?, Rōna) è la principessa di un pianeta. Le piacerebbe vivere una vita normale senza avere troppi privilegi e combatte con una spada.
Compare nell'episodio "La principessa Rona", in cui viene in visita a Dream Land e si traveste da guardia per poter vivere normalmente; dopo essere diventata amica di Kirby, Tiff, Tuff, Fololò e Falalà rivela la sua identità.
Passa una bella giornata in loro compagnia, ma quando ritorna al castello trova King Dedede intento a corteggiare (in modi alquanto discutibili) la sua dama di compagnia, che a sua volta si era travestita da principessa per permettere alla vera Rona di non farsi notare.
Gli intima dunque di smetterla, e anche la dama di compagnia rifiuta cortesemente la proposta di matrimonio del re.
Furioso per la brutta figura, Dedede sfida a duello Rona (sempre travestita da guardia), e lei accetta la sfida.
Al duello, Rona disarma King Dedede, ma quest'ultimo chiama in suo aiuto un mostro.
Anch'esso viene però sconfitto grazie all'aiuto di Kirby, e dopo la vittoria Rona rivela a tutti la sua vera identità, ringraziando Kirby prima di ripartire per il suo pianeta.
È doppiata in giapponese da Yuko Sasamoto e in italiano da Elisabetta Spinelli.

### Kit Cosmos
Kit Cosmos (ダコーニョ?, Dakōnyo, Daconyo nell'edizione giapponese) è il guerriero stellare che si perde su un'isola su cui naufragano Kirby, Tiff e Tuff. Il guerriero pensa che la guerra non sia finita ma i tre spiegano all'amico la storia. Si scontra insieme a Kirby e Tuff contro un mostro di King DDD.
Ritorna nell'episodio "L'arma segreta di Meta Knight" per assistere Kirby nello scontro finale.

### Benikage
Benikage (ベニカゲ?) è il ninja che arriva nel regno di Dream Land. Si allea insieme a Kirby. Inizialmente tenta di rubare una pergamena ninja dal negozio del signor Curio, senza successo. Da quel momento a Zeetown scoppia una vera e propria "ninja-mania", e tutti i cittadini comprano gadget a tema e si travestono da guerrieri ninja.
King Dedede decide dunque di approfittare della situazione per sottrarre a Curio la pergamena originale, sperando di utilizzarla contro Kirby. La notte, Benikage irrompe nel castello e ruba a sua volta la pergamena, inseguito da Tiff, Tuff e Kirby. Raggiunto dal trio, intima ai protagonisti di stare lontani minacciandoli con le sue armi, ma dimostra subito dopo di non essere molto abile con esse; rivela allora che la pergamena in realtà non è altro che la sua pagella della scuola dei ninja, e che non voleva che nessuno la leggesse in quanto i suoi voti erano pessimi. Diventa amico dei tre e Tuff cerca di insegnargli a diventare un vero ninja, con scarso successo. Intanto, King Dedede ingaggia Yamikage, un abile guerriero che aveva tradito i Guerrieri Stellari per servire la NME, per recuperare la pergamena, ignorando che fosse solo una pagella. Yamikage sconfigge facilmente Benikage, sottraendogli la pergamena, ma Kirby interviene e, trasformatosi in Kirby Ninja, sconfigge il traditore dopo un duro scontro, costringendolo alla fuga.
Nonostante ciò, King Dedede riesce a scappare con la pergamena, ma Benikage prende la cosa con serenità e decide di tornare alla scuola per diventare un vero guerriero, salutando i suoi nuovi amici.

### Joe
Joe (ジョー?, Jō) è uno squalo alleato con Kirby e amico di Kine. In alcuni episodi, quando Kirby sconfigge King Dedede ed Escargoon, i due finiscono in mare, e Joe (da solo o con un branco) inizia ad inseguirli, mettendoli in fuga.

### Ser Goillant
Ser Goillant (キハーノ?, Kihāno, Kihano nell'edizione giapponese) è un guerriero che giunge sul pianeta Pop Star alla ricerca di una principessa di cui era il servitore e si era dovuto separare per difenderla. Dimostra di non essere un cavaliere molto abile, ma durante uno scontro con Dedede tutti cambieranno idea. Ha un fumetto dedicato a lui.

### Raccoon e Fox
Raccoon (ポン?, Pon, Pon nell'edizione giapponese) e Fox (コン?, Kon, Kon nell'edizione giapponese) sono un procione e una volpe che appaiono diverse volte nell'anime. Non hanno un episodio dedicato a loro però diventano alleati di Kirby. Si vedono spesso insieme ad altri animali.

### Galbo
Galbo (ガルボ?, Garubo) è un mostriciattolo amico di Kirby. Diventa l'animale domestico di Kirby, che causa molta confusione, mangiando tutto e creando scompiglio a Zeetown. I cittadini lo detestano. Sceglie Kirby invece di un Galbo gigante e cercando di difendere l'amico viene centrato da una fiammata. Questo da a Kirby la forza di reagire, distruggendo il mostro. Alla fine della puntata si scopre che era sopravvissuto, per la gioia di Kirby.

### Phan Phan
Phan Phan (ファンファン?, Fanfan, Fanfan nell'edizione giapponese) è un elefante amico di Kirby.

### Bonkers
Bonkers (ボンカース?, Bonkāsu) è uno scimpanzé vestito con un'armatura viola. Vive nella giungla e diventa amico e alleato di Kirby.

### Captain Kick
Captain Kick (キャプテン・キック?, Kyaputen Kikku) è un leggendario pirata che salpò sette mari. Insieme a lui c'è James, un uccello di cui è discendente Tokkori.

### Acore
Acore (アコル?, Akoru) è un vecchio albero di ottocento anni che vive nella foresta di Whispy Woods. Prova rispetto per gli animali che vivono nel tronco e nei rami. Diventa amico di Kirby, Tiff e Tuff, che lo salvano durante una tempesta.

### Crowmon
Crowmon (クロウエモン?, Kurouemon) è un corvo scontroso che incontra Kirby, Tiff e Tuff.
Compare nell'episodio "Insoliti netturbini" in cui King Dedede invita lui ed il suo stormo a Dream Land, promettendo loro cibo in abbondanza. Il "cibo" in realtà non è altro che spazzatura di cui il re voleva disfarsi, ma i corvi sono comunque disposti a mangiarla, anzi si lamentano quando finisce, in quanto ancora affamati. King Dedede, allora, prima consiglia ai corvi di cercare altro cibo a Zeetown, e poi, al loro ritorno, li caccia a cannonate. Crowmon però trova tra i rifiuti la "Miscela Instant-Mostro", un fluido inventato da Escargoon, capace di trasformare qualsiasi creatura in un mostro terrificante. Grazie alla miscela, diventa gigantesco e costringe tutti gli altri uccelli ad eseguire i suoi ordini, e prende in ostaggio il pulcino di Dyna Blade, in modo che quest'ultimo, unico uccello non sotto il suo controllo, non potesse contrastarlo. Il pulcino viene però liberato da Kirby, e Dyna Blade, libero di combattere, sconfigge Crowmon, che torna alla sua forma originale. Tiff e Tuff comunque comprendono le sue motivazioni, e promettono di aiutare i corvi a trovare un luogo in cui vivere.

### Shepherd
Shepherd è il pastore di Zeetown. Bada alle pecore di Major, ed è un personaggio principale dell'episodio Pecora o lupo?. All'inizio non crede a Tiff, che voleva analizzare le pecore, quando lui le chiama, ma poi viene attaccato da Amon e il gregge. La sua prima apparizione tuttavia non è nell'episodio, ma si può notare in diversi episodi, o in giro per Zeetown, o a badare le pecore.

### Suripu
Suripu è un abitante di Zeetown. Dorme spesso, e porta un cappello simile a quelli natalizi blu, che è un pezzo del suo pigiama. Il suo nome è dovuto al fatto che in giapponese Suripu (スリープ) significa "Sonno". Appare molto spesso, ma non ha mai un ruolo principale.

### Nagoya
Nagoya è un allievo del cuoco Shiitake, amico di vecchia data di Kawasaki. Appare nell'episodio "Sfida fra cuochi", in cui va a trovare l'amico, dimostrando di avere eccellenti capacità culinarie. Kawasaki, per non fare brutta figura, finge di saper cucinare bene copiando una ricetta con l'aiuto di Tiff, ma Nagoya lo scopre e lo accusa di non essersi mai davvero impegnato alla scuola di cucina. Il litigio viene interrotto da King Dedede, che costringe i due a sfidarsi in una gara di cucina: in caso di vittoria, Nagoya avrebbe ottenuto il ristorante di Kawasaki. Nagoya vince facilmente, ma scopre che la sua vittoria è stata resa possibile da Escargoon, che ha riempito di salsa piccante le pietanze di Kawasaki rendendole immangiabili. Denunciato l'imbroglio, Nagoya rinuncia al ristorante e si scusa con l'amico.

#### Guerrieri stellari

##### Padre di Knuckle Joe
Padre di Knuckle Joe (ナックルジョーの父?, Nakkuru Jō no chichi) è il defunto padre di Knuckle Joe che venne catturato da Enemy durante la guerra stellare e trasformato in un mostro. Muore dopo essere stato sconfitto da Meta Knight.

##### Yamikage
Yamikage (ヤミカゲ?) è un altro guerriero stellare Giunto a Zeetown insieme a Banikage, si rivela essere un mostro della Nightmare Enterprises, tradendo i guerrieri stellari. Kirby e Banikage lo sconfiggono alleandosi. Il ninja comunque sopravvive allo scontro e fugge, promettendo di vendicarsi.

##### Kit Cosmos
Kit Cosmos (ダコーニョ?, Dakōnyo, Daconyo nell'edizione giapponese) è un guerriero stellare che si perde su un'isola su cui naufragano Kirby, Tiff e Tuff. Il guerriero pensa che la guerra non sia finita ma i tre spiegano all'amico la storia. Si scontra insieme a Kirby e Tuff contro un mostro di King DDD.
Ritorna nell'episodio "L'arma segreta di Meta Knight" per assistere Kirby nello scontro finale.

##### Garlude
Garlude (ガールード?, Gārūdo) è la madre di Sirica, morta durante la guerra stellare.

##### Sir Arthur
Sir Arthur (オーサー卿?, Ōsā kyō) è il re dei Guerrieri Stellari e il maestro di Meta Knight. Comparso per la prima volta sotto forma di statuetta in La Merendino-mania, debutta fisicamente nell'episodio 99, in cui, assieme ad altri Guerrieri Stellari, prende il controllo di un'astronave della NME per assistere Kirby nello scontro finale.
Doppiato in originale da Hōchū Ōtsuka e in italiano da Giorgio Melazzi.

##### Sir Dragato
Sir Dragato (パラガード卿?, Paragādo kyō) è il vice dei guerrieri galattici. È molto fedele a Sir Arthur e lo affianca sempre.

##### Sir Falspar
Sir Falspar (パルシパル卿?, Parushiparu kyō) è il membro dei guerrieri galattici.

##### Sir Noisurato
Sir Noisurato (ノイスラート卿?, Noisurāto kyō) è un altro membro dei guerrieri galattici.

##### Truppa
Una semplice truppa dei guerrieri stellari e galattici, che stringono un'alleanza durante la guerra stellare.

### Nightmare Enterprises
La Nightmare Enterprises (カスタマーサービス?, Kasutamā Sābisu, Customer Service nell'edizione giapponese), comunemente chiamata N.M.E., è un'organizzazione guidata da Nightmare. Il suo scopo è creare mostri vendendoli a ignari clienti attraverso Internet per diffondere l'impero di Nightmare. Oltre ai mostri e ai sottoprodotti, NightMare Enterprises crea anche diversi tipi di armi e prodotti correlati, che vanno dalle pistole laser alle grandi navi. L'azienda è ospitata da un'enorme astronave dotata di un occhio e con delle città del cyberspazio all'esterno. Altre organizzazioni note sono la Nightmare Enterprises Movies, una sub-compagnia della Nightmare Enterprises che produce film, che fa il suo debutto nell'episodio Cartoni animati a Dream Land e la Nightmare Enterprises Toys, altra sub-compagnia che produce giocattoli estremamente pericolosi. Vende a DDD che vende a Gengu, i cioccolatini con dentro le miniature dei guerrieri stellari e galattici.

#### Frontman
Frontman (カスタマーサービス?, Kasutamā Sābisu, Customer Service nell'edizione giapponese) è un uomo con capelli verdi vestito come un uomo d'affari. Vende i mostri a King DDD ed è molto fedele nei confronti del proprietario della Nightmare Enterprises Enemy. È l'unico membro della Nightmare Enterprises mostrato in ogni episodio, poiché vende i mostri a DDD e discutono. Quando l'alleanza di Kirby assalta la base della Nightmare Enterprises, rimane con DDD ed Escargoon, e si rivela essere bassissimo. Compie un cameo nel gioco Kirby Mass Attack, più precisamente nella schermata di continua del minigioco Strato Patrol EOS. È doppiato in giapponese da Banjō Ginga e in italiano da Federico Danti.